# Ira Herbert Abbott
Ira Herbert Abbott (18 luglio 1906 – 3 novembre 1988) è stato un ingegnere aeronautico e ricercatore statunitense, annoverato tra i pionieri dell'aerodinamica.

## Biografia
Dopo la laurea al Massachusetts Institute of Technology, nel 1929, Abbott cominciò a lavorare come ricercatore nel campo dell'aerodinamica al Langley Aeronautical Laboratory, giungendo a diventarne il capo del settore ricerche nel 1945.
Nel 1948 passò alla NACA come assistente del direttore delle ricerche aerodinamiche; nel 1959 divenne direttore dei programmi di ricerca alla NASA, dove rimase fino al 1962.
Fu supervisore dei più importanti programmi aeronautici e spaziali di quel periodo.

## Campi di ricerca
Fu autore di numerose pubblicazioni e studi nel campo dell'aerodinamica. In particolare, il suo nome è oggi famoso tra gli ingegneri e gli studenti di fluidodinamica di tutto il mondo per il suo libro Theory of Wing Section, scritto nel 1959 insieme a Albert E. Von Doenhoff, in cui vengono riassunti gran parte dei dati analitici e sperimentali riguardanti i profili alari NACA, rappresentando oggi una delle "pietre miliari" della storia dell'aerodinamica.

## Riconoscimenti
In omaggio ai suoi "outstanding contributions" nella definizione dei profili aerodinamici e per la sua supervisione nella ricerca, il 13 agosto 2015 è stato incluso nel primo gruppo della "Hall of fame" della NACA/NASA.